# Mack Harrell
Mack Kendree Harrell (Celeste, 8 ottobre 1909 – Dallas, 29 gennaio 1960) è stato un cantante lirico, baritono e docente statunitense, considerato uno dei più grandi cantanti americani di lieder della sua generazione.

## Biografia

### Formazione
Harrell nacque a Celeste, in Texas, da Asbury Mack Kendree Harrell (1857-1915) e Mollie Harrell, (nata Virginia Marr Kelly; 1863-1935). Il più giovane di due fratelli e una sorella, crebbe e studiò a Greenville, in Texas. Studiò violino dall'età di dieci anni per dodici anni. Uno dei suoi fratelli, Lynn Mozart Harrell (1902-1987), era stato pianista di una big band con la Jimmy Joy Orchestra mentre studiava all'Università del Texas ad Austin negli anni '20.

### Formazione post-diploma
Harrell studiò violino all'Oklahoma City University. Successivamente ottenne una borsa di studio per frequentare il Curtis Institute of Music di Filadelfia, dove studiò violino con Emanuel Zetlin. Conobbe sua moglie, la violinista Marjorie Fulton, mentre entrambi studiavano al Curtis Institute. È proprio al Curtis Institute che viene scoperta la qualità della sua voce di basso, dopodiché lascia il Curtis per la Juilliard School per studiare canto con Anna E. Schoen-René (1864–1942), che era stata allieva di Pauline Viardot-Garcia e Manuel Garcia. Harrell credeva che la sua esperienza di studi musicali come violinista lo avesse reso un cantante migliore di quanto avrebbe potuto essere altrimenti.
Nel 1939 il libro di Harrell, The Sacred Hour of Song: A Collection of Sacred Solos Suitable for Christian Science Services, fu pubblicato da C. Fischer.

### Carriera professionale
Harrell debuttò in concerto al Municipio di New York nel 1938 con un recital di opera e lieder. Nello stesso anno vinse il concorso Audition of the Air del Metropolitan Opera (precursore delle National Council Auditions), che gli valse un contratto con la compagnia offerto da Edward Johnson. Debuttò come cantante lirico professionista al Met il 16 dicembre 1939 nel ruolo di Biterolf nel Tannhäuser di Richard Wagner. Cantò con la compagnia ogni anno fino al 1948, per poi tornare nelle stagioni 1949-1950, 1952-1954 e 1957-1958. Tra i numerosi ruoli interpretati al Met figurano Amfortas in Parsifal, il barone Douphol in La Traviata, il capitano Balstrode in Peter Grimes, Dancaïre in Carmen, Dodon in Le Coq d'Or, Fiorello ne Il barbiere di Siviglia, Frédéric in Lakmé, Herald in Lohengrin, Kothner in I maestri cantori di Norimberga, Lindorf in I racconti di Hoffmann, Masetto in Don Giovanni, Papageno in Il flauto magico, Peter in Hänsel e Gretel, Shchelkalov in Boris Godunov e Wolfram in Tannhäuser, tra gli altri.
Ha creato in particolare il ruolo di Sansone nella prima mondiale di The Warrior di Bernard Rogers, con Regina Resnik nel ruolo di Dalila, al Met l'11 gennaio 1947. Ha anche interpretato Nick Shadow in La carriera di un libertino per la prima americana dell'opera al Met nel febbraio 1953. Dopo il 1954 Harrell tornò al Met solo un'altra volta durante la sua carriera per interpretare Jochanaan in Salomè di Richard Strauss nel 1958. La sua ultima e 156ª esibizione al Met fu proprio nel ruolo di Jochanaan il 17 febbraio 1958, con Inge Borkh nel ruolo di Salome.
Mentre si esibiva al Met Harrell continuò a dedicarsi attivamente alla carriera concertistica e nel 1944 tenne la prima mondiale dell'Ode a Napoleone Buonaparte (1942) di Arnold Schönberg per voce recitante, orchestra d'archi e pianoforte. Harrell interpretò ruoli anche con numerose altre compagnie operistiche. Nel 1940 cantò Alfio in Cavalleria rusticana e Ford nel Falstaff di Verdi a Chicago. Nel maggio 1944 fece la sua prima apparizione alla New York City Opera (NYCO) nel ruolo di Germont in La Traviata, e vi tornò nel 1948, nel 1951-1952 e nel 1959. Alla NYCO ha interpretato in particolare il ruolo del rabbino Azrael nella prima mondiale di The Dybbuk (1951) di David Tamkin e quello di Pierre Cauchon nella prima della versione in un atto di The Triumph of St. Joan (1959) di Norman Dello Joio. Nel settembre 1945 Harrell debuttò alla San Francisco Opera interpretando Escamillo in Carmen. Ha cantato diversi altri ruoli con quella compagnia durante la stagione 1945-1946, tra cui il Commissario in Il cavaliere della rosa, Dapertutto ne I racconti di Hoffmann, Fernando in Fidelio, Germont, Marcello in La bohème, Ramiro in L'Heure espagnole e Silvio in Pagliacci. Nel 1952 interpretò Cristoforo Colombo nella prima americana di Christophe Colomb di Darius Milhaud alla Carnegie Hall. Nel 1955 interpretò Olin Blitch nella prima mondiale di Susannah di Carlisle Floyd alla Università statale della Florida, al fianco di Phyllis Curtin nel ruolo principale. Nel 1956 interpretò il ruolo di Saul nella prima americana di David di Milhaud all'Hollywood Bowl, al fianco di Herva Nelli.
Nel 1944 nacque suo figlio, il celebre violoncellista Lynn Harrell. Dal 1945 al 1956 Harrell insegnò canto alla Juilliard School e dal 1957 al 1960 insegnò alla Southern Methodist University, dopo essersi trasferito a Dallas. Nel 1954 succedette a Walter Paepcke come secondo direttore dell'Aspen Music Festival and School, carica che mantenne fino alla sua morte nel 1960; Harrell era stato uno dei fondatori dell'Aspen.  Tra i suoi allievi figuravano i cantanti William Blankenship, Michael Trimble e Barry McDaniel. 

### Morte
Harrell morì a Dallas all'età di 50 anni.